# 最終処分場

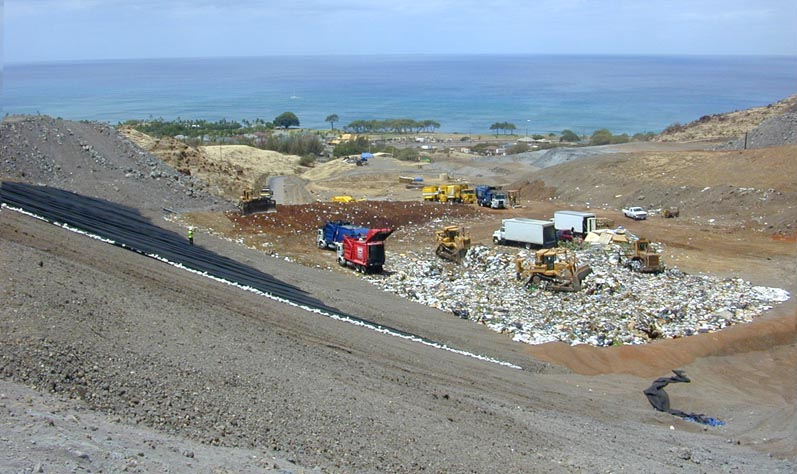
ハワイの最終処分場

最終処分場（さいしゅうしょぶんじょう、英: final landfill site）とは、廃棄物（ごみ）を埋め立てて最終的に処分する施設のこと。燃やしたごみの焼却灰や不要品のうちリユース（再利用）、リサイクル（再資源化、サーマルリサイクルを含む）が困難なものを処分するための施設のこと。ごみ処分場、ごみ埋立地、埋立処分場、最終処理場などとも呼ばれる。
日本では廃棄物の処理及び清掃に関する法律（廃棄物処理法と略される）に定められた構造基準と維持管理基準に基づいて設置・運営され、同法に定められた廃棄物の区分に従い埋立処分される。満杯になったら終了し、その後に廃止される。2021年時点、日本には1775カ所あり、大半は山間部で、東京都区部のような海岸近くの海面埋め立てが38カ所である。
最終処分には海洋投棄と土壌還元があるが、2007年度より海洋投棄は原則禁止となった（海面埋立は土壌還元に含まれる）。
なお放射性廃棄物は同法の対象外であり、その最終処分場は2021年時点、日本国内では候補地も決まっていない。

## 概要
廃棄物の最終処分とは、廃棄物の減容化、安定化、無機化、無害化を行うことであり、最終処分場では安定化の達成を主要な目的とする。これを助けるために行われるのが焼却を主体とする中間処理である。
安定化とは「環境中にあってそれ以上変化せず、影響を与えなくなった状態」等と定義される。しかし、これを人間社会の尺度内で実現することは往々にして困難または不可能である。そこで「掘り返すなどの人為的な行為を行わない限り、見かけ上安定している」状態を技術的に達成し、最終的な安定を待つことが考えられた。
実際の最終処分場は、大きく次の3種類に分かれる。
- 遮断型処分場
  - 安定化に長期間を要す有害廃棄物を封ずる目的
- 安定型処分場
  - 既に安定しているか、または埋立後すぐ安定する無害な廃棄物を片づける目的
- 管理型処分場
  - 上記のどちらにも該当せず、埋立終了後も維持管理を要する

ただし、実際にはこの区分が曖昧なまま運営されているケースが少なくないため、安定型処分場であっても水質汚濁の原因となる場合が見られる。

### 歴史
日本では、埋立地の構造や方式は、覆土や浸出水排除の実施形態などによって、いくつかの段階を経てきている。ただし世界的には現在も、最初期段階が多数を占めている。
投棄積み上げ (Open Dumps)
低湿地など利用価値の低い土地に、ごみの山を積みあげるもの。野焼きや有価物の拾い集めが平行して行われる事が多い。ごみは少しずつ分解して行くが、過剰な搬入とプラスチック等の非分解性ごみの大量混入により急膨張する事態が、途上国の都市部で多発している。周辺の衛生環境は極めて悪化し、発酵・化合熱による自然発火が常態化する。マニラのスモーキー・マウンテンがその典型例である。
投棄型埋立 (Controlled Dumps)
理想的には不透水層など地下水汚染の恐れが比較的低い土地を掘削し、廃棄物を投棄して重機による転圧や移動を行い、埋め戻す方式。古典的な「穴を掘って埋める」処分法で、古代から用いられてきた。小規模で有害物質を含まないごみを処分する方法としては、日本でも広く行われている。
衛生埋立 (Engineered Dumps)
埋立規模が拡大すると投棄が長期間続き、剥き出しのごみにハエなど衛生害虫が発生する。そこで毎日土砂で薄く覆う即日覆土をすることで、その対策とした。覆土の下から発生するガスを抜くため、ガス抜き管が設置される。浸出水が問題となることが多い。
改良型衛生埋立 (Sanitary Landfills)
埋立地底部に遮水工と浸出水集排水管を布設し、集水ピットに浸出水を受け水処理を行うか、下水道へ排除する。浸出水は嫌気性で嫌気性埋立とも呼ぶ。世界的には主流の方式だが、BOD・COD成分やアンモニア態窒素を多く含む浸出水が長期間発生し続けるため、その処理費用が大きい。
封じ込め型埋立地 (Containment landfill)
欧米で主流だった方式で、改良型衛生埋立に加えて雨水を遮断し、内部を乾燥気味に保つことで浸出水の発生を抑制し、その処理コストを削減できる。しかし、水分不足により生物分解が進まず、安定化に数百年を要す欠点がある。
好気性埋立
集排水管に加え送気管を布設してブロワで送気し、曝気する。埋立廃棄物の好気生物処理を狙った実験的な方式で、浸出水のBODが急激に低下するなど画期的な成果を上げたが動力費が嵩む欠点があるうえに、研究中に見出された準好気性埋立が同レベルの水準を達成したため、実用化は見送られた（イタリアのモデナで、旧処分場の土地利用目的で実施例がある）
準好気性埋立 (Fukuoka Method)
日本標準の方式で、1975年に福岡県で実用化された。集排水管から浸出水を排除し続け、ごみの発酵熱による自然対流で空気を流入させる。この曝気効果により好気生分解がされ、浸出水のBODが好気性埋立同様、急速に低下する。集水ピットを常時空にできる設計とし、運営上も埋立地堰堤内部を水没させたままにしないよう、注意する。後段の水量調整設備や水処理施設の能力が不十分だと、融雪や豪雨による浸出水を速やかに排除する事が出来ないため、管内に空気が入らず、準好気状態を維持できなくなる（悪循環に陥る）
生物反応器型埋立 (Bioreactor landfill)
準好気性埋立を取り入れ欧米で研究実験中の方式。嫌気・好気の条件や水分量を調整し、微生物を植種するなどして分解を促進する。また、バイオガス利用も組み込まれている。

### 設置から廃止

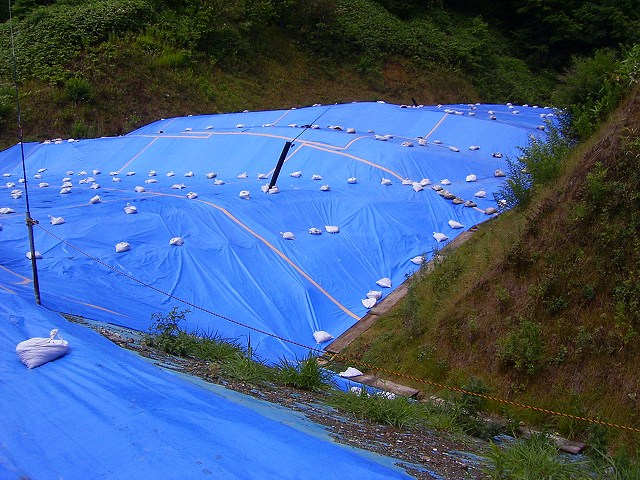
最終覆土の施工例

処分場は基本的に、廃棄物処理計画の中で埋立処分計画を策定し、必要な条件を備えた用地の選定を行う。選定作業では埋立処分する予定の廃棄物の種類に応じた水文地質調査と、自然環境・生活環境に与える影響（被害）を量るアセスメントを実施する。
住民の同意が得られ候補地が決まったら、設計・建設に入る。完成後は運営を開始し、モニタリングと残余容量の測定を毎年実施する。やがて満杯になったら最終覆土により埋立終了・閉鎖となる。
安定型以外の処分場では、閉鎖後も浸出水の処理や埋立ガスの測定、モニタリングを続行する。浸出水や埋立ガスと自然環境の差が無視できる様になったら、記録を整備して処分場は廃止され、管理も終了する。
廃止後は（廃止前でも可能な場合は管理しながら）跡地利用を行う。ただし、埋立地内部が完全に安定化しているわけではなく、最終覆土の施工は慎重に行わなければならない。または、計画・設計の段階から再利用に備える事が望ましいとされる。
安定型処分場は廃止後まもなく、管理型では10年程度で跡地利用が開始または検討されるが、遮断型では跡地利用は行われない。これは、将来無害化技術が開発されるまでの一時保管所としての位置づけによる。

## 処分場の区分と構造
廃棄物処理法に定められた廃棄物の種類ごとに、処分場の種類・構造が規定されている。
なお、一般廃棄物（一廃）と産業廃棄物（産廃）は排出者の違いによる法律上の区分であって、性状や有害性によるものではない。
例えば、特別管理一般廃棄物（PCB、ダイオキシン、感染性など）は、特別管理産業廃棄物と同じく埋立処分が禁止され、無害化しなければ最終処分場で処分することは出来ない。
一般廃棄物最終処分場
市町村が収集・運搬・処分の義務を負う、産業廃棄物以外の廃棄物を処分する。基本的に全て、産業廃棄物の管理型処分場と同程度の基準が適用される。（ただし、自治体等が設けることが多く、産業廃棄物管理型処分場と共用されることが多い。概ね民間の産廃処分場より受け入れ基準が厳しく管理記録が整っている場合が多い）
産業廃棄物最終処分場
それを排出した事業者自身に、適正処理の責任が負わされている産業廃棄物を処分する。監督は都道府県知事が行う。運営主体は都道府県や市町村の場合もあるが、民間が大部分を占める。

### 構造
主に、処分場内部の水（保有水）と公共水域や地下水をどの様に隔てるかによる。埋立ガスを処理する試みは、最近のものである。
安定型処分場
環境に影響を与えない廃棄物だけを埋め立てる。安定5品目（廃プラスチック類、金属くず、ガラス陶磁器くず、ゴムくず、がれき類）のうち、除外項目に該当しない産業廃棄物を処分する。このため、地下水への浸透を防ぐ遮水工や、公共水域への浸出水を処理する浸出水処理施設は設けない。ただし、地下水のモニタリングは義務づけられている。
遮断型処分場
重金属や有害な化学物質などが基準を超えて含まれる有害な産業廃棄物を保管する。廃棄物が無害化する事はないため、公共水域と地下水から永久に遮断を保つよう管理し続ける必要がある。このため、有害物質を含む漏水が周辺の一般環境へ漏洩しないように、厳重な構造設置基準（コンクリートで周囲を覆うなどの遮断対策など）・保有水の漏出管理が行われる。将来の新技術に最終処分を託す、長期・無期限保管場所といえる。屋根構造形式、人工地盤形式、カルバート形式など。
管理型処分場
低濃度の有害物質と生活環境項目の汚濁物質を発生させる、大部分の廃棄物に対し、安定化を図る。埋立後に次第に分解し、重金属やBOD成分、COD成分、窒素、酸・アルカリを含んだ浸出水が生じる。このため、ゴムシートなどによる遮水工と浸出水処理施設等が設置され、水質試験やモニタリングによって管理される。
降水は多くの場合そのまま受け入れるが、処分場周辺に降った雨が地表を流れる表流水は雨水排除施設で流れ込まないようにする。また、遮水工の劣化や破損による漏出を検知するための破損検知設備や、地下水位の上昇に備える地下水集排水設備など多重安全構造を組み込むのが望ましいとされる。埋立完了後、表面も遮水工で覆う場合もある。
現在は海面埋立地も、護岸と遮水工を布設して行う管理型処分場。1973年（昭和48年）、東京港中央防波堤内側埋立処分場が最初である。
最終処分場の主目的である「安定化」を実施するのは、この管理型処分場である。

## 最終処分場の問題
現代の社会活動に最終処分場は不可欠であるが、経済的なメリットをもたらすものではないため、様々な面で行き届いているとは言えない現状にある。
残余容量、残余年数
処分場の残り受け入れ能力を、容積・年数で表したもので、毎年環境省から発表されている。残余容量は一廃、産廃ともに減少し続けているが、分別・リサイクルの普及などにより最終処分量が減少しているため、年数は微増傾向にある。しかし、大量発生源である都市部周辺で新たに処分場を確保することは、規制の強化と住民の反対運動で新規開業する施設が少なく危機的な状況になっている。特に、関東や関西の人口密集地では処分場が少なく、都会のゴミを地方にツケ回す構図が問題となっている。
不適正処理
ずさんな管理・運営により、安定型処分場に腐敗性の廃棄物が持ち込まれていたり、管理型施設での浸出水処理が不十分で有害物質（重金属など）が公共水域へ漏出したりして問題となる事例がある。経営状態が悪化した事業者で頻発する事例であり、そのまま倒産し、責任を追及できないケースもしばしば見られる。
不適正保管
廃棄物を処分場へ運び込むに当たって、種々の事情で一時滞留する事がある。法令上これを保管と呼び、収集・運搬の過程で一定限度で認めているが、その範囲を超えて長期・大量に保管していると、実質的に不適正処理や不法投棄と変わらなくなる恐れが強い（特に、事業者が経営破綻した場合など）
犯罪組織の関与
産廃処分業は収益が大きいため、産廃処分業者の中には暴力団関係者が一定程度以上存在すると言われている。この暴力団による産廃業支配や、一般的に産廃業者が引き起こす問題を解決するため、行政関与型の処分場建設と管理が考えられるようになった。すなわち旧厚生省が策定した第三セクター方式である。同方式は、民間・行政双方が関わる形で設立された組織体が最終処分場の建設・管理を行い、廃棄物を処理するというものである。
ただし、この方式にも問題事例と思われるものが存在するという指摘も根強く、そのようなケースでは、結局は一部の人々の利権構造を維持・再生産しているだけではないかという批判もある。

## 諸外国の事情
廃棄物学会で行われた国際比較の研究によると、日本の最終処分場は世界水準のトップにあたるという。これは、準好気性埋立による効率的な安定化と、焼却を中心とする中間処理が普及していることによる。
国際協力機構は、準好気性埋立の技術導入による事業をマレーシア、イラン、メキシコ、中華人民共和国、オセアニアなどで行い、評価を得たとしている
開発途上国
財政に困窮する国が多く、大多数で社会基盤整備が廃棄物処理にまで及んでいない。先進国の廃棄物を受け入れる最終処分場が建設された場合、管理水準は期待できない。ほとんどの途上国では、有価物を拾い集めて生計を立てる人々（ウェスト・ピッカー）がリサイクルと廃棄物減量に大きな役割を果たしていて、その効果は10〜20％と試算されているが、劣悪な生活環境の改善が必須である。
新興工業国
人口の集中と生活水準向上により、都市ごみの処理に苦慮している。これと並んで法整備の遅れや意識の低さによる産業廃棄物の未処理投棄が常態化し、環境汚染が急激に拡大していると見られている。適切な最終処分場の建設は重要・必要な対策だが、ほとんどの地域で手つかずの状態となっている。
旧東欧諸国
未処理投棄が多く、リサイクル、最終処分場の建設も進んでいない。焼却に対する抵抗感が強く、中間処理を行わず直接埋め立てる例が多い。さらに、社会主義政権時代の負の遺産として有害廃棄物の大量投棄地を抱える国もある。
欧州連合（EU）
リサイクルに注力して成果をあげていたが、その反面で最終処分における中間処理は普及せず、有機性廃棄物の直接埋立が多かった。しかし1999年公布のEU埋立指令でこれが全面的に転換し、20年で3分の1とすることが決められた。埋立指令では、最終処分場として有機物、有害廃棄物、非有害廃棄物、安定廃棄物の4種が規定されている。また、中間処理が義務づけられた。